# Стрелітція
Стрелі́ція (Strelitzia) — рід багаторічних рослин родини стрелітцієвих, зовні схожих на банани. Налічує 5 видів, 2 з яких належать до поширених декоративних рослин, а інші використовуються у садівництві зрідка. Батьківщиною усіх видів є Південна Африка.

## Назва
Рід названий на честь королеви Шарлотти, дружини англійського короля Георга III, уродженої принцеси Мекленбург-Стреліцької. Королева цікавилась ботанікою і заснувала знамениті Королівські ботанічні сади в К'ю.
Крім того, до усіх представників роду застосовують синонімічні народні назви — ра́йські пта́шки або журавли́ні кві́тки. Вони пов'язані з незвичною формою квіток стрелітцій, які нагадують чи то розпушене оперення райських птахів, чи то голівку вінценосного журавля.

## Опис

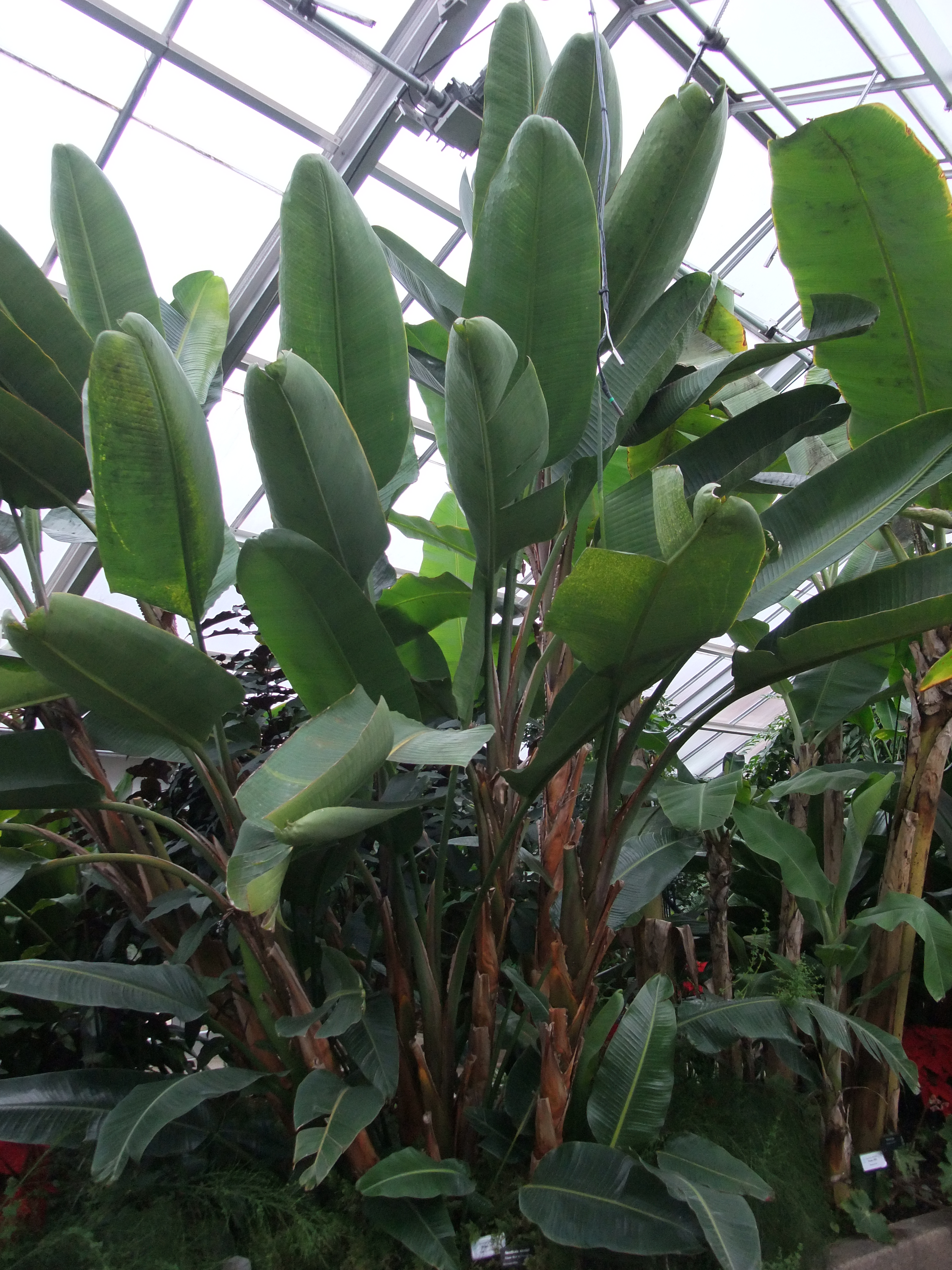
Листя Strelitzia nicolai.

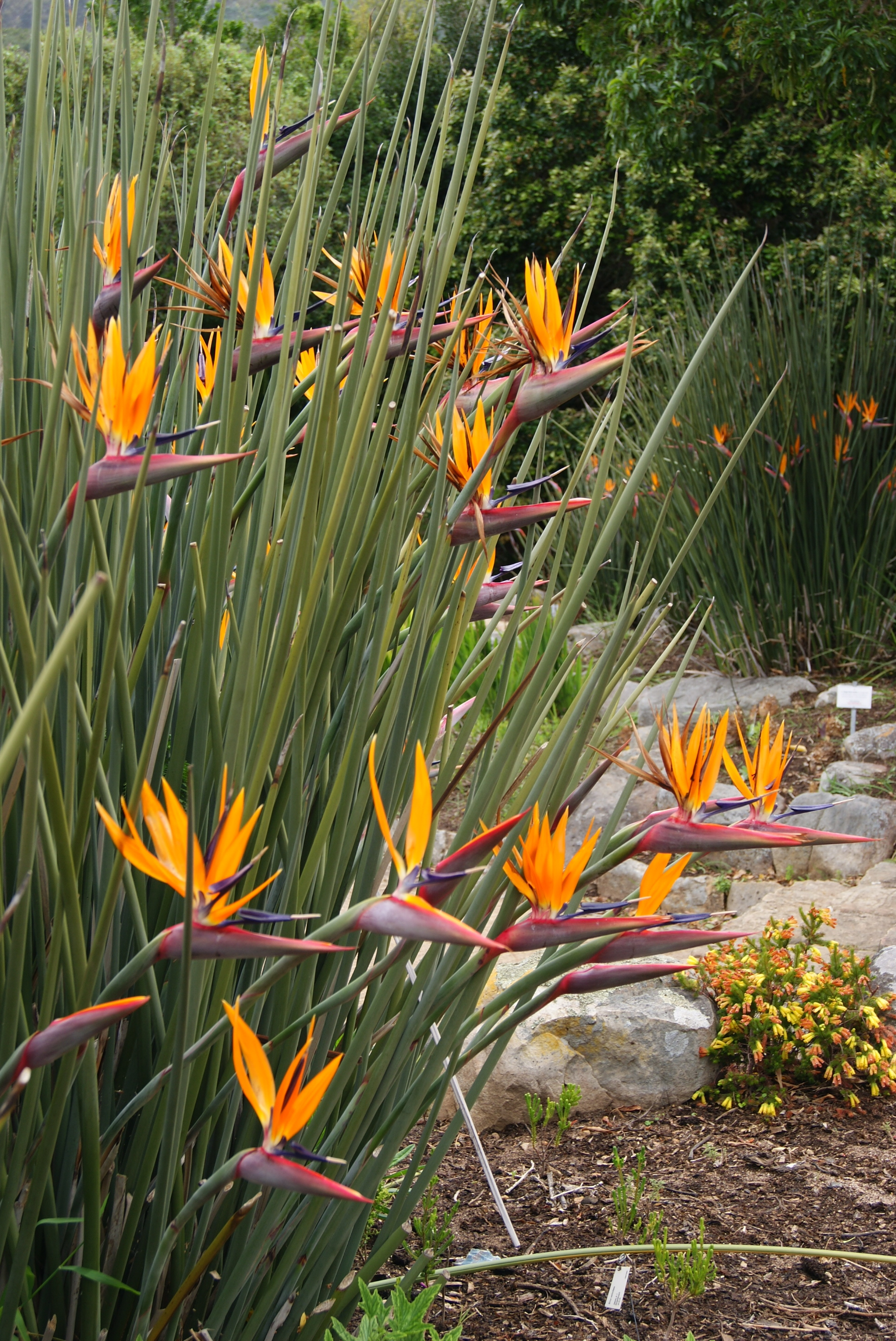
Квіти Strelitzia juncea.

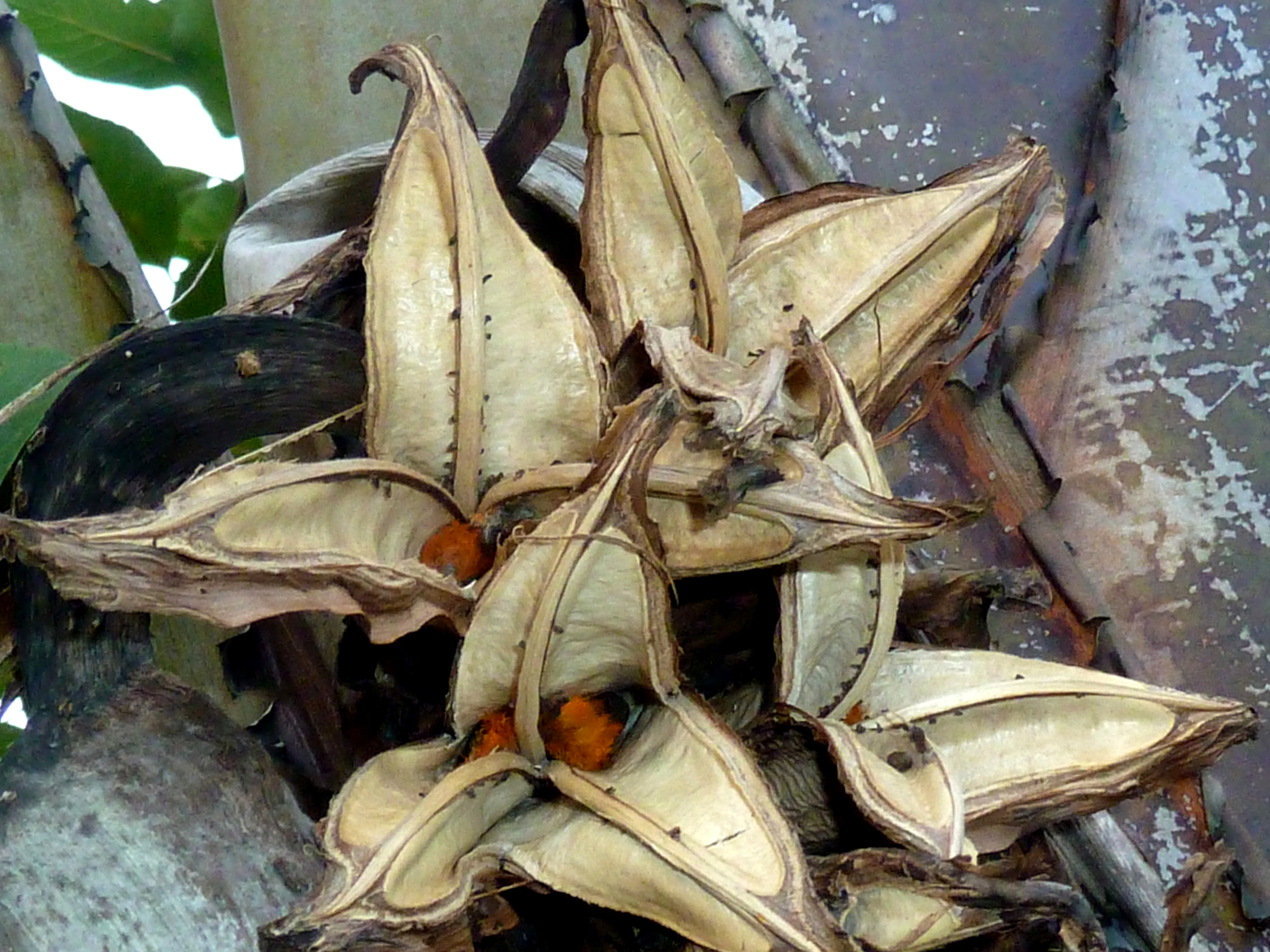
Плоди Strelitzia nicolai.

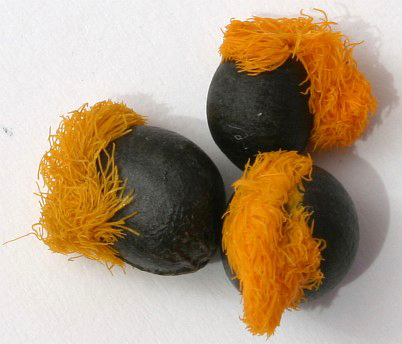
Насінини стрелітції королівської.

Великі вічнозелені трав'янисті рослини, які за зовнішнім виглядом можна умовно поділити на 2 групи. Три види — Strelitzia nicolai, Strelitzia caudata та стрелітція велична — сягають заввишки 5–10 (інколи до 12) м. Їх стебла, утворені основами листкових черешків, являють собою несправжні стовбури, а рослини загалом нагадують дерева. У цих видів листки часто бувають пошарпані вітром, тому завдяки розірваним краям дуже схожі на листя бананів. Натомість 2 інших види — стрелітція королівська і Strelitzia juncea — відносно невисокі (1–2 м). Їх стебла товсті, голі, соковиті, сильно вкорочені. Листки усіх стрелітцій, за виключенням посухостійкої Strelitzia juncea, черешкові, голі, жорсткі, шкірясті, довгасто-ланцетної форми, завдовжки 30–200 см, завширшки 10–80 см. Вони завжди розташовані в два ряди, тому крона стрелітцій часто нагадує віяло.
Суцвіття являє собою видозмінений завиток, розташований на кінці відносно довгого квітконоса. Приквітки великі, цупкі, човникоподібні, загострені. Квітки великі, сидячі, зигоморфні, без запаху. Чашолистки довгасто-яйцеподібні. Оцвітина тричленна. Цікаво, що кольори приквітків і квіток збігаються у видів однієї морфологічної групи: так, у деревоподібних стрелітцій приквітки темно-сині, майже чорні, чашолистки білі, колір пелюсток міниться від синього до білого. Натомість, у невисоких видів стрелітцій приквітки зеленкувато-червоні, чашолистки помаранчеві, а пелюстки насичено-сині. Тичинок 5, разом зі стовпчиком маточки вони приховані двома зрослими листочками оцвітини. Зав'язь нижня, тригнізда. Плід — тригнізда коробочка, що містить гладенькі кулясті насінини. Усім видам стрелітцій притаманна наявність принасінника, що має вигляд смужки густих помаранчевих волосків, розташованої з одного боку насінини.
Усі види стрелітцій, окрім Strelitzia nicolai, мають слабкі отруйні властивості.

## Поширення та екологія
Природний ареал стрелітцій охоплює терени Південної Африки, включно з такими країнами як ПАР, Мозамбік, Есватіні, Зімбабве, Ботсвана. За межами своє батьківщини декоративні види, зокрема стрелітція королівська, інтродуковані в Мексиці, Белізі, Бангладеш, на острові Мадейра (Португалія), архіпелазі Хуан-Фернандес (Чилі), у штатах Флорида та Каліфорнія (США).
Стрелітції — доволі теплолюбні рослини, що зростають виключно у тропічному та субтропічному поясі, окремі види можуть витримувати невеликі приморозки. Найбільш вологолюбні стрелітції трапляються у підліску, а великі особини — на узліссях у верхньому ярусі дерев. Посухостійка Strelitzia juncea зростає у ксерофітних угрупованнях разом з пеларгоніями та сукулентними молочаями. Ці рослини полюбляють освітлені місця, але витримують і напівзатінок. Віддають перевагу поживним, добре дренованим ґрунтам.
Квіти запилюються нектарками. Пристосуванням для орнітогамії слугують великі цупкі приквітки, які у розквітлих суцвіттях розташовані горизонтально. Птах, що ласує нектаром, сідає на приквіток, при цьому на нього висипається пилок, який нектарниця надалі переносить на іншу квітку.
Окрім насіннєвого розповсюджене і вегетативне розмноження поділом кореневищ. Розвиток молодих рослин відносно повільний, перше цвітіння відбувається лише за кілька років після проростання насінини.

## Застосування
В культурі як декоративна рослина відома перш за все стрелітція королівська, значно поступається їй у популярності стрелітція велична, інші види культивуються з демонстраційною метою лише в ботанічних садах, або у себе на батьківщині. Розповсюдженню стрелітцій сприяла як химерна форма їх квіток, так і значна тривалість життя суцвіть, завдяки чому ці рослини широко застосовують для зрізання на букети.
Добре відпрацьована технологія вирощування стрелітцій в теплицях, тому навіть в Європі виробництво цих квітів переважно місцеве. В Україні вони все ще залишаються відносно рідкісними, тому у вільному продажу майже не трапляються.
В країнах з теплим кліматом стрелітції не менш популярні як засоби озеленення міського середовища, їх часто можна побачити у садах, парках, на узбіччях вулиць.

## Види
- Strelitzia alba (L.f.) Skeels — стрелітція велична
- Strelitzia caudata R.A.Dyer
- Strelitzia juncea (Ker Gawl.) Link
- Strelitzia nicolai Regel & K.Koch
- Strelitzia reginae Aiton — стрелітція королівська